# Regina Bielska (Do widzenia)
Regina Bielska (Do widzenia) – minialbum nagrany przez polską piosenkarkę Reginę Bielską. W nagraniach towarzyszył jej Zespół Jazzowy kierowany przez Charlesa Bovery’ego. Uwaga: płyta nie ma swojego tytułu (wówczas minialbumy rzadko taki otrzymywały), dla odróżnienia podany jest tytuł pierwszego nagrania na tym wydawnictwie.
Wszystkie utwory nagrane na płycie skomponowali popularni w latach pięćdziesiątych (czasie powstawania płyty) kompozytorzy polscy: Władysław Szpilman, Antoni Buzuk, Adam Wiernik czy Stanisław Gajdeczka. Teksty napisali Ludwik Jerzy Kern, Jan Gałkowski, Zbigniew Kaszkur, Zbigniew Zapert, Bogusław Choiński.
7-calowa winylowa płyta, odtwarzana z prędkością 45 obr./min., wydana została w latach 50. przez Polskie Nagrania z numerem katalogowym N 0067 (płyta wytłoczona została w zakładach Pronit w Pionkach).

## Muzycy
- Regina Bielska – śpiew
- Zespół Jazzowy Charles Bovery

## Lista utworów
Strona A
| 1. | „Do widzenia” (muz. Władysław Szpilman, sł. Jan Gałkowski)    |  |
|    |                                                               |  |
| 2. | „Zaczarowany most” (muz. Adam Wiernik, sł. Ludwik Jerzy Kern) |  |
|    |                                                               |  |
Strona B
| 3. | „Romantyczna podróż” (muz. Antoni Buzuk, sł. Bogusław Choiński, Jan Gałkowski)       |  |
|    |                                                                                      |  |
| 4. | „Wszystko na opak” (muz. Stanisław Gajdeczka, sł. Zbigniew Kaszkur, Zbigniew Zapert) |  |
|    |                                                                                      |  |